# 第32F海軍航空隊
第32F海軍航空隊（フランス語：Flottille 32F）は、フランス海軍海軍航空隊の一つ。 1958年1月1日に創設された。

## 歴史
1957年12月、アルジェリアに派遣されていた5人の水兵をオラン第141空軍基地においてS-58のクルーとして新編準備が行なわれた。
S-58はオランにいた「ボア・ベロー」を母艦と定めて届けられた。第32F海軍航空隊は1958年2月にミシェル少佐の指揮下でラルティーグ海軍航空基地に配備される。

## 配備基地
- ド・キュエル＝ピエールフー海軍航空基地（1958年1月 - 1958年2月）
- ラルティーグ海軍航空基地（1958年3月 - 1962年7月）
- サン＝モンディリエ海軍航空基地（1962年7月 - 1964年6月）
- ランヴェオック＝プルミック海軍航空基地（1964年6月 - ）

## 装備機
- シコルスキー S-58（1958年1月 - 1970年1月）
- シュド・アヴィアシオン シュペルフルロン（1970年1月 - ）
- ユーロコプター SA-365N（1997年9月 - 2001年1月）
- ユーロコプター EC 725（2008年12月 - ）